# Parki narodowe w Czechach
Obecnie na terytorium Czech znajdują się 4 parki narodowe. Trzy z nich powstały w czasach Czechosłowacji, jeden został utworzony już po rozdziale Czech i Słowacji.
| Nazwa polska                    | Nazwa czeska                 | Data utworzenia | Powierzchnia (km²) |
| ------------------------------- | ---------------------------- | --------------- | ------------------ |
| Karkonoski Park Narodowy        | Krkonošský národní park      | 1963 (17 maja)  | 549,69             |
| Park Narodowy Czeska Szwajcaria | Národní park České Švýcarsko | 1999 (1 lipca)  | 79                 |
| Park Narodowy „Podyje”          | Národní park Podyjí          | 1991 (1 lipca)  | 63                 |
| Park Narodowy Szumawa           | Národní park Šumava          | 1991            | 680                |